# لويس نيكسون الثالث
لويس نيكسون الثالث (بالإنجليزية: Lewis Nixon)‏ هو ضابط أمريكي، ولد في 30 سبتمبر 1918 في نيويورك في الولايات المتحدة، وتوفي في 11 يناير 1995 في لوس أنجلوس في الولايات المتحدة بسبب السكري.